# Ritchiea simplicifolia
Ritchiea simplicifolia är en kaprisväxtart som beskrevs av Daniel Oliver. Ritchiea simplicifolia ingår i släktet Ritchiea och familjen kaprisväxter. Utöver nominatformen finns också underarten R. s. caloneura.